# سیروس صابر
سیروس صابر (زاده ۱۳۱۹ – درگذشته ۱۷ خرداد ۱۳۹۰) بازیگر سینما و تلویزیون و دبیر بازنشسته ریاضی آموزش وپرورش ناحیه ۴ کرج بود
.

## بازیگری در سینما
- ملک سلیمان (۱۳۸۷)
- مریم مقدس (۱۳۷۷)
- روایت انقلاب (۱۳۷۹)
- دنیای وارونه (۱۳۷۶)
- سرعت (فیلم ۱۳۷۵) (۱۳۷۵)
- پرواز از اردوگاه (۱۳۷۲)
- عروس حلبچه (۱۳۶۹)

## امور مالی
- دنیای وارونه (۱۳۷۶)
- سرعت (فیلم ۱۳۷۵) (۱۳۷۵)

## بازیگری در تلویزیون
- یوسف پیامبر
- کت جادویی
- یاس‌های کوچک
- پروانه‌ها می‌نویسند
- وقتی دژخیم می‌گرید
- جابربن‌حیان (مجموعه تلویزیونی)
- مردان آنجلس